# 罗氏山鹪莺
，是雀形目扇尾莺科的一种鸟类，属于单型的罗氏山鹪莺属（学名：Oreophilais）。
罗氏山鹪莺体重约9.99克，翼长约51.5毫米，喙宽度约2.8毫米，喙厚度约2.8毫米，嘴峰长约14毫米，跗蹠长约22.1毫米，尾长约67.5毫米。
罗氏山鹪莺是留鸟，栖息在灌木林，它们是食肉动物，主要以昆虫、蜘蛛等陆生无脊椎动物为食。分布在津巴布韦东部和莫桑比克西南部。